# 金龍 (山形県)
株式会社金龍（きんりゅう）は、山形県酒田市にある酒造メーカー。
開業から長らく焼酎の製造が主で、代表商品として爽や地域限定出荷の爽金龍などがある。2018年（平成30年）ウイスキー製造免許を取得し、ジャパニーズ・ウイスキーの製造を開始した。

## 概要
1950年（昭和25年）4月、酒田・飽海地区の酒蔵9社が原料アルコールを蔵元に供給するため、酒田市船場町に設立した「山形県醗酵工業」をルーツとし、同時に焼酎の製造と販売も開始する。
1966年（昭和41年）12月、社名を「金龍」に改め、1978年（昭和53年）に看板商品である焼酎「爽」の発売を開始。1993年（平成5年）本社・工場を同市黒森に移転する。
2018年11月、東北地方では宮城県仙台市にあるニッカウヰスキー仙台工場宮城峡蒸溜所、福島県郡山市にある笹の川酒造に続き、3番目となる蒸溜所を新設した。
仙台市の一ノ蔵は南部杜氏が泊まり込む酒造「金龍蔵」を1991年から運営していたが、株式会社金龍が「金龍」の商標を取得していたことから、2021年秋より「祥雲金龍」に変更した。

## ウイスキー事業の展開
2018年11月、酒田の隣町にあたる鳥海山の伏流水が豊富な遊佐町吉出地区に遊佐蒸溜所を新設した（敷地約4,550m2（内蒸溜所面積約620m2））。製造に必要なポットスチルはスコットランド（フォーサイス社）に発注し、5つある発酵槽は、カナダ産のダグラスファー(ベイマツ)を使用。また製法や熟成法もスコットランドの方式を採用し、「シングルモルト」のみに絞った製造を行う。蒸溜所の施設は大量生産が行えるほど広くはないが、その代わりに質の高いウイスキーの製造を目指している。同月から稼働し、2022年（令和4年）2月、製造した「ファーストエディション2022」の約8500本が国内外で発売される。県内では1500本ほどが出回る予定。
焼酎専門メーカーがウイスキー事業を始めた背景に、人口減少に伴い市場が縮小することへの懸念が挙げられている。これまで金龍の売り上げの95%が県内で占めており、焼酎に次ぐ経営の柱を作ることを考えた際に、ハイボールのブームや高級ウイスキーの支持によるウイスキー市場の拡大に金龍は着目した。海外で日本産ウイスキーの評価が高まっていることや、人口世界一の中国などの需要増で世界的にウイスキーが不足しているという状況から市場の拡大を見込み、全国、海外販売も視野に入れ踏み込んだという。

## 沿革
- 1950年（昭和25年）4月 - 酒田市船場町に山形県醗酵工業株式会社として設立。
- 1966年（昭和41年）12月 - 会社名を現在の株式会社金龍に変更。
- 1993年（平成5年） - 本社が現在地に移転。
- 2018年（平成30年） - ウイスキー製造免許取得。遊佐蒸留所開設。